# 对苯二甲酸单乙二醇酯
对苯二甲酸单乙二醇酯（英語：1,4-Benzenedicarboxylic acid, 1-(2-hydroxyethyl) ester）是一种化学式为HOC2H4O2CC6H4CO2H的有机化合物，可看做对苯二甲酸和乙二醇形成的单酯，是聚对苯二甲酸乙二酯（PET）合成的前体物质。